# Taketori Monogatari
Chuyện ông lão đốn tre (竹取物語 (Trúc thủ Vật ngữ) Taketori Monogatari) (hay còn được biết đến với tên Nàng tiên ống tre, Nàng út trong ống tre, Công chúa Kaguya (かぐや姫 Kaguya-hime) (hay Công chúa ống tre, Công chúa tỏa sáng) là một truyện cổ tích dân gian thế kỉ thứ 10 của Nhật Bản. Nó được xem là truyện kể Nhật Bản xưa nhất còn sót lại và là một tác phẩm điển hình tiền - khoa học giả tưởng. Đặc biệt, nó là một trong những văn tự cổ xem Mặt Trăng là nơi có sự sống và có thể di chuyển qua lại giữa Mặt Trăng và Trái Đất.

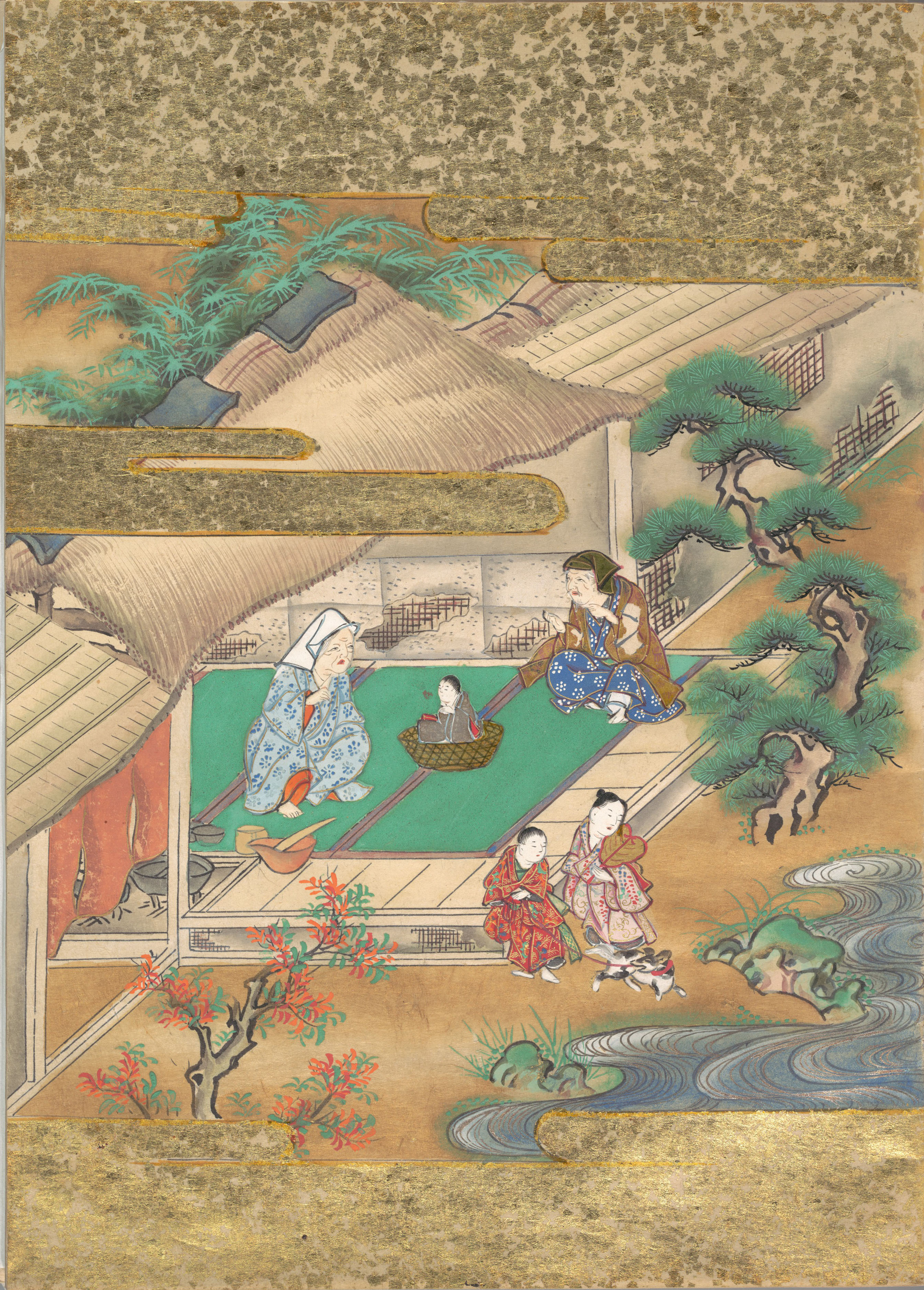
Phát hiện ra Kaguya-hime

Truyện kể về cuộc đời cô gái bí ẩn gọi là Kaguya. Nàng được phát hiện từ khi còn là em bé trong một đốt tre phát sáng và được cho là đến từ Cung Trăng (月の都 (Nguyệt Đô) Tsuki no Miyako, nghĩa đen "Kinh đô trên Mặt Trăng") bởi mái tóc kì lạ sáng lên khi được ánh trăng chiếu vào của nàng.

## Nội dung

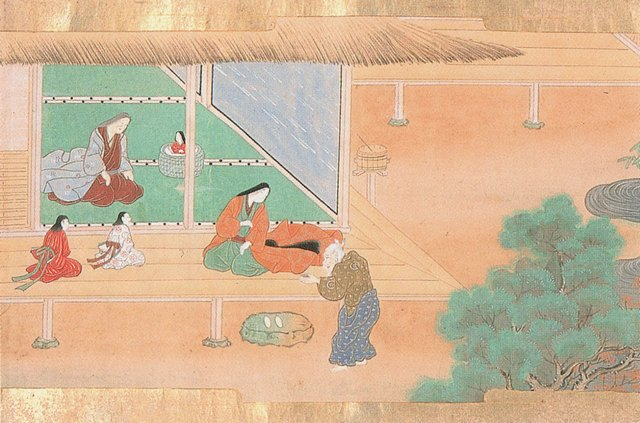
Ông lão đốn tre đem Kaguya-hime về nhà, tranh bởi Hiromichi Tosa, năm 1600

Một ngày nọ, khi đang trên đường đến rừng tre, ông lão đốn tre (竹取翁 (Trúc Thủ Ông) Taketori no Okina) hiếm muộn con cái bắt gặp một cây tre có đốt phát sáng. Sau khi đốn đốt tre ấy, ông tìm ra một đứa trẻ bé bằng ngón tay cái. Vui mừng, ông đem cô bé về nhà và nuôi nấng như con đẻ, đặt tên cô bé là "Kaguya-hime" (かぐや姫) (tên đầy đủ là "Công chúa Kaguya trong ống tre mềm" (弱竹のかぐや姫 Nayotake-no-Kaguya-hime). Sau đó, mỗi lần ông lão đốn tre đều tìm thấy bên trong mỗi đốt tre đều có một cục vàng. Ông giàu lên nhờ đó. Và Kaguya-hime lớn lên trở thành một thiếu nữ nhan sắc chim sa cá lặn. Ông lão gắng giấu con khỏi người bên ngoài nhưng rồi sắc đẹp của nàng dần cũng đến tai mọi người.
Cuối cùng, có 5 vị hoàng tử đến nhà ông lão thuyết phục ông cho mình hỏi cưới Kaguya-hime. Kaguya-hime đành đánh đố các hoàng tử mỗi người phải đem tới cho mình một món đặc biệt. Đêm đó, ông lão dặn các hoàng tử ai phải mang gì. Hoàng tử đầu tiên được dặn đem đến chiếc bát của Đức Phật bên Ấn Độ, vị thứ hai là nhánh cây udonge châu báu từ núi Bồng Lai, vị thứ ba là chiếc áo lông chuột lửa huyền thoại ở Trung Quốc, vị thứ tư là viên đá ngũ sắc trên cổ con rồng Nhật và vị thứ năm là vỏ ốc con chim nhạn sử dụng làm bùa sinh sản.
Biết rằng đó là nhiệm vụ bất khả thi, vị hoàng tử đầu tiên quay lại với một chiếc bát đắt tiền khác. Nhận ra chiếc chén không phát hào quang, Kaguya-hime biết ngay chàng này nói dối. Hai hoàng tử khác cũng toan lừa gạt nàng bằng đồ giả nhưng thất bại. Hoàng tử thứ tư bỏ cuộc khi gặp bão và hoàng tử cuối cùng mất mạng (có dị bản nói là bị thương nặng) khi đang tìm kiếm.
Sau đó, Thiên hoàng đến gặp người đẹp Kaguya-hime và cũng say mê, muốn cưới nàng làm phi. Mặc dù không buộc nhà vua chịu những thử thách như 5 vị hoàng tử trước, Kaguya-hime cương quyết khước từ lời cầu hôn, nói rằng nàng không phải người nơi này và không thể đến cung điện được. Dù vậy, nàng vẫn giữ liên lạc với Thiên hoàng.
Mùa hè năm đó, mỗi khi Kaguya-hime trông thấy trăng tròn, nàng lại khóc. Cha mẹ nuôi của nàng liên tục hỏi han nhưng nàng không thể tỏ lời. Nàng càng trở nên rối bời và cuối cùng cũng chịu giải thích rằng, nàng không phải người trần thế và phải trở về Cung trăng. Có dị bản nói rằng nàng bị đày đến Trái Đất bởi tội lỗi của mình, cũng có bản nói nàng được đưa đến Trái Đất để chạy giặc cuộc chiến trên Thiên đình và tất cả số vàng mà "ông lão đốn tre" tìm thấy là phí dưỡng dục Kaguya-hime.

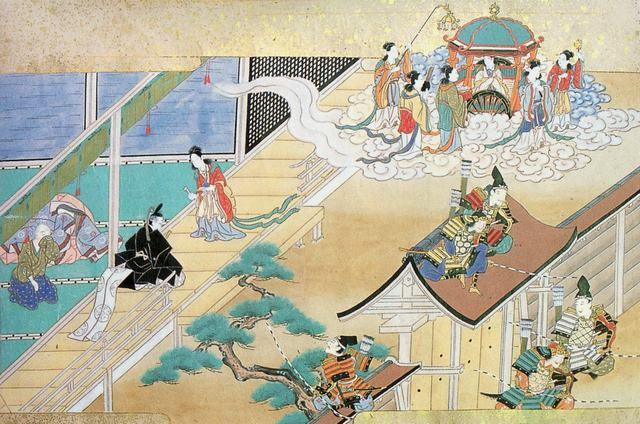
Kaguya-hime bay về Mặt Trăng

Gần kề ngày nàng trở về, Thiên hoàng cử nhiều quân lính canh gác nhà nàng, tránh cho người Cung trăng vào. Thế nhưng khi sứ giả nhà Trời đến trước cửa nhà ông lão, một thứ ánh sáng lạ lùng làm quân lính bị loá mắt. Kaguya-hime nói rằng dù nàng thương yêu người trần, nàng phải quay về nhà mình trên Cung trăng. Nàng gửi cha mẹ nuôi chiếc áo choàng mình mặc và gửi Thiên hoàng thuốc Trường sinh bất tử đính kèm lá thư từ biệt cho Thiên hoàng đưa gửi nhờ quân lính. Lúc đưa thư, chiếc ào choàng lông khoác lên vai nàng và nàng quên đi mọi lưu luyến với Trần thế. Đoàn người nhà Trời đưa nàng trở về Cung trăng, để lại cha mẹ nuôi của nàng khóc thương thảm thiết.
Quân lính đưa Thiên hoàng di vật cuối cùng của Kaguya-hime và lá thư. Thiên hoàng đọc thư, lòng buồn vô cùng. Ngài hỏi quân lính "Ngọn núi nào gần Trời nhất?" và nhận được câu trả lời rằng đó là đỉnh núi tỉnh Suruga. Ngài sai lính mang lá thư đến đỉnh núi đó đem đốt đi với hy vọng, tấm lòng mình thấu tới Kaguya-hime nơi xa, đồng thời cũng đốt đi thuốc trường sinh bất tử. Tương truyền, từ bất tử (不死 fushi, hay fuji) trở thành tên ngọn núi Fuji. Hán tự tên núi Fuji (富士山, Phú Sĩ Sơn) có nghĩa đen là "Núi nhiều binh sĩ", bắt nguồn từ việc quân lính của Thiên hoàng leo lên núi để thực hiện lời vua. Và dân gian còn tương truyền, khói từ việc đốt thư và thuốc vẫn còn bốc lên (do núi lửa Phú Sĩ đã từng hoạt động mạnh hơn bây giờ).

## Chuyển thể
- Trong Doraemon, Trải nghiệm thần thoại là một trong các sản phẩm từ cửa hàng bách hóa tương lai. Nhân viên cửa hàng cho Nobita sử dụng thử hộp Taketori Monogatari. Nobita dùng thử và Kaguya-chan (cô bé từ hộp mà Nobita được dùng thử) ở lại nhà Nobi trong vòng một ngày. Ở manga, Kaguya-chan được nhận nuôi bởi một gia đình hiếm con. Trong anime, vào đêm trăng tròn, Kaguya-chan trở về cung trăng trong sự tiếc thương của nhà Nobi và bạn bè.
- Kaguya-sama wa Kokurasetai ~Tensai-tachi no Ren'ai Zunōsen~ - một bộ manga của tác giả Akasaka Aka, với các nhân vật được xây dựng dựa theo công chúa Kaguya và những nhân vật quanh cô.
- Một bộ phim anime của Studio Ghibli tên Chuyện công chúa Kaguya dựa trên truyện cổ trên đã được phát hành vào thu năm 2013. Phim từng được đề cử giải Oscar 2015 cho "Phim hoạt hình xuất sắc nhất".
- Tonikaku Kawaii - một bộ manga và anime Nhật Bản.
- Trong Touhou Project, phần game chính tuyến thứ 8, Imperishable Night (東方永夜抄) , có sự xuất hiện của nhân vật Houraisan Kaguya (蓬莱山・輝夜) với vai trò là boss cuối thực thụ. Kaguya được dựa trên những truyền thuyết xoay quanh Kaguyahime